# Kabar
Kabar és un llac o maresma a Bihar, districte de Monghyr. És el principal d'una sèrie de llacunes que hi ha al nord del districte. El seu origen seria un canvi de curs del Ganges. Les crescudes del Ganges omplen cada any el llac. Hi ha cocodrils, peixos i altres animals.